# Caridina
Caridina – rodzaj słodkowodnych krewetek z rodziny Atyidae.

## Gatunki
- Caridina acuminata
- Caridina africana
- Caridina brevirostris
- Caridina denticulata
- Caridina edulis
- Caridina gracilirostris (Red Nose, Pinokio Shrimp)
- Caridina laevis
- Caridina nilotica Roux, 1833
- Caridina propinqua
- Caridina tonkinensis
- Caridina weberi

Występują w naturze w wodach tropikalnych i subtropikalnych we wschodniej Azji. Osiągają rozmiary (długość karapaksu) od  0,9-9,8 mm (C. cantonensis) do 1,2-7,4 mm (C. serrata).
W wyniku mieszania odmian wciąż powstają nowe, z których podano poniżej najczęściej spotykane:

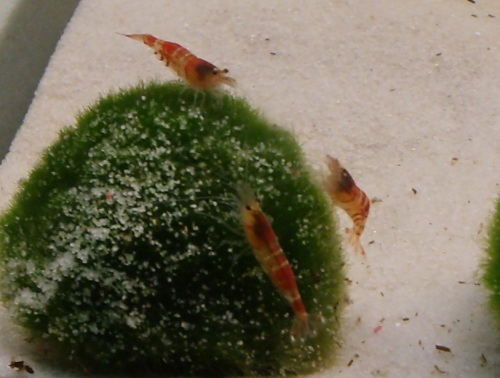
Krewetki Crystal Red (Caridina cf. cantonensis B) na gałęzatce

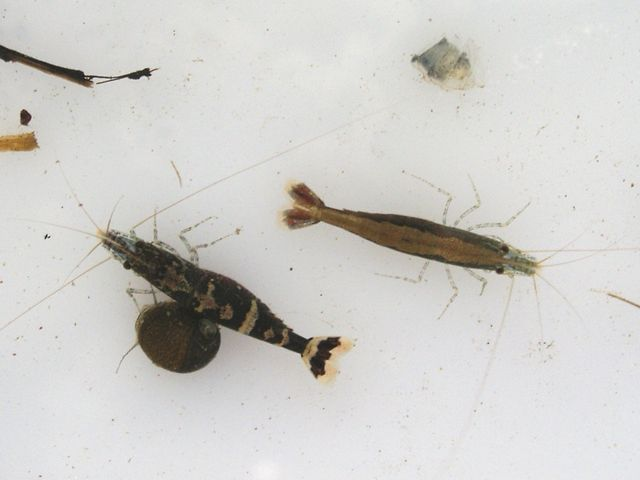
Krewetki ninja (Caridina serratirostris)

- Caridina acutirostris Schenkel, 1902
- Caridina apodosis
- Caridina appendiculata
- Caridina babaulti
- Caridina brachydactyla
- Caridina bruneiana
- Caridina buehleri
- Caridina cantonensis Yu, 1938
- Caridina ceylanica
- Caridina ensifera Schenkel, 1902
- Caridina excavatoides
- Caridina formosae
- Caridina gracilipes
- Caridina johnsoni
- Caridina lanceolata Woltereck, 1937
- Caridina longidigita
- Caridina longirostris
- Caridina malayensis
- Caridina multidentata – krewetka amano (dawniej C. japonica)
- Caridina nitonica
- Caridina opaensis Roux, 1904
- Caridina sarasinorum Schenkel, 1902
- Caridina serrata
- Caridina serratirostris – krewetka ninja
- Caridina spongicola Zitzler & Cai, 2006
- Caridina thambipilaii
- Caridina trifasciata Yam & Cai, 2003
- Caridina typus H.Milne-Edwards, 1837
- Caridina wilkinsi
- Caridina yunnanensis
- Caridina cf. cantonensis A – Diamond Shrimp, Bee Shrimp
- Caridina cf. cantonensis B – Crystal Red, Red Bee (Caridina sp. „Crystal Red”)
- Caridina sp. A 'Lake Poso'
- Caridina sp. B 'Poso River'
- Caridina sp. C 'Kawata River'
- Caridina sp. D 'Puawu River'
- Caridina sp. E 'Blue Ensifera'